# Basílica de San Lorenzo in Lucina
San Lorenzo in Lucina es una antigua basílica situada en Roma dedicada a San Lorenzo.

## Historia
La basílica de San Lorenzo in Lucina data del siglo IV, sobre la casa de la residencia de la homónima matrona romana, donde le permitía a los primeros cristianos convertidos del paganismo  encontrarse para orar.
La iglesia fue consagrada para el culto oficial en el año 440 por el papa Sixto III, siendo después reconstruida por el papa Pascual II terminada completamente en 1130.
En la mitad del siglo XVII, el interior fue completamente transformado por Cosimo Fanzago, quien transforma la iglesia de una nave única y reduce la nave lateral a capilla. Otra restauración fue realizada en la segunda mitad del siglo XIX durante la cual fue remozada por orden de Pío IX la decoración barroca de la nave.

## Descripción

### Fachada
La fachada de la iglesia presenta amplio pórtico decorado con columnas de granito con capitel y base, edificada sobre un arquitrave realizada de una enorme columna antigua. A su derecha se alza un campanario románico de cinco órdenes.
En la parte central de la fachada, sobre el tímpano triangular se encuentra la rosa y a su lado dos ventanas rectangulares barrocas.

### Interior
La basílica que originalmente presentaba en su interior tres naves, hoy tiene una nave única con cuatro capillas y el altar mayor. En el altar mayor se encuentra la obra de Guido Reni el Crucifijo y otras obras que representan pasajes del Evangelio concernientes a la vida de Cristo y a su pasión y resurrección. Además se encuentran obras que representan la vida y el martirio de San Lorenzo, patrono de la basílica.

## Personalidades ligadas a la basílica
En la iglesia se encuentran sepultados el pintor francés Nicolas Poussin, sobre dicha tumba se encuentra la misteriosa frase "et in arcadia ego", el compositor Luca Marenzio, el compositor checoslovaco Josef Mysliveček amigo de Mozart y que en vida se le llamó el divino bohemio, el compositor toscano Bernardo Pasquini y el arqueólogo y coleccionista Carlo Fea. En esta iglesia fue bautizado el director de orquesta Gian Luigi Zampieri.